# 이현주 (언론인)
이현주(1962년 ~ )는 대한민국의 기자이며, 현재  방송통신심의위원회 사무총장이다.

## 학력
- 한국외국어대학교 경제학 학사
- 카디프 대학교 대학원 언론학 석사

## 수상
- 2008년 : 한국기자협회 이달의 기자상

## 경력
- 1988년 6월 ~ 1989년 12월 : 중앙일보 공채 기자
- 1990년 10월 : KBS 공채 기자
- KBS 사회부 기자
- 1993년 : KBS 정치부 기자
- KBS 경제부 기자
- 2006년 7월 ~ 2009년 6월 : KBS 워싱턴 특파원
- KBS 국제부장
- KBS 1TV 뉴스제작부장
- 2012년 12월 : KBS 경제부장
- 2013년 12월 : KBS 보도국 편집 주간
- 2015년 4월 ~ 2016년 5월 : KBS 보도본부 시사제작국장
- 2016년 5월 ~ 2016년 8월 : KBS 제작본부 TV프로덕션2담당 (국장급)
- 2016년 9월 ~ 2018년 4월 : KBS대구방송총국 총국장
- 2018년 4월 : KBS 해설위원
- 한국언론인연합회 운영자문위원
- 2023년 10월 ~  : 방송통신심의위원회 사무총장

## 진행

### 과거 텔레비전
- 경제전망대 진행 (KBS 1TV)
- 경제투데이 진행 (KBS 2TV)

## 기술

### 라디오
- 다큐멘터리 인물과 사건 (KBS 제1라디오)